# Niš (Ottomaanse provincie)
De Provincie Niš  of Pasjaluk Niš  was een provincie van het Ottomaanse Rijk, gelegen in het zuidelijke deel van het huidige Servië en het westen van Bulgarije. Het werd gevormd in 1846 met administratief centrum Niš. In 1864 werd de provincie opgenomen in de Donauprovincie

## Administratieve onderverdelingen
De sandjaks waren
- Şehirköy (Pirot)
- Samakov (Samokov)
- Köstendil (Kjoestendil)
- Leskofça (Leskovac)